# 真福寺 (飯能市)
慈眼山 真福寺（じがんさん しんぷくじ）は、埼玉県飯能市の真言宗豊山派の寺院である。
- 本尊:阿弥陀如来像
- 建造物:本堂33m2

## 歴史
開創年は不明だが、この寺が所有の高麗坂東33札所の第一番中山千日堂（本尊十一面観世音菩薩）の建設は元禄十五年（1702年）でそれ以前と推測される。